# Universal Media Disc

Universal Media Disc

L'Universal Media Disc (disc universal de mitjans o UMD) és un disc òptic desenvolupat per Sony per al seu ús en la PlayStation Portable (PSP). Pot emmagatzemar 800 Mb de dades (1.8 GB en doble capa). També pot contenir jocs, pel·lícules i música alhora. És el primer format de disc òptic que s'utilitza per a un sistema de videojocs portàtil.

## Inicis
Sony originalment va desenvolupar el UMD com un mitjà d'emmagatzematge multimèdia en tres versions diferents: PSP Game, UMD Video i UMD Àudio. Existeix la possibilitat que en un futur s'utilitzi per a emmagatzemar dades; és el cas del HI-MD. En el moment de la sortida de la Playstation Portable, el format PSP Game va obtenir un suport molt ampli però en el cas de UMD Video no va rebre l'acollida internacional que s'esperava a causa de la fortalesa del DVD Video. Pel que fa a l'UMD Àudio el seu suport inicial va ser nul degut sobretot a la forta competència de suports mundialment acceptats com el Compact Disc o altres suports com el Minidisc, DVD Àudio i SACD.

## Especificacions tècniques
ECMA-365: El disc òptic es guarda en una carcassa de plàstic especialment dissenyada per Sony. Les dades emmagatzemades en el disc són en format de només lectura. La capacitat és de 800 MB en la versió monocapa i 1.8 GB en la de doble capa, encara que en aquest últim cas només fins a un màxim d'1,67 GB.
- Dimensions de la carcassa: 65 mil·límetres (llarg) x 64 mil·límetres (ample) x 4.2 mil·límetres (alt).

- Diàmetre del Disc: 60 mil·límetres.

- Capacitat Màxima: 1.80 GB (doble capa), exactament "1,67 GB".

- Longitud d'ona del làser: 660 nm (làser vermell).

- Xifrat: AES 128-bit.

- Velocitat de lectura: PSP FAT (12 MB), SLIM (14 MB).

## Aplicacions
L'aplicació principal d'aquest suport és emmagatzemar jocs per a PSP. Al tractar-se d'una videoconsola d'una mida petita i portàtil, Sony es va veure obligada a innovar un nou format més petit que un CD, que al seu torn conservés les propietats òptiques d'aquest.
En l'actualitat, també s'està usant el UMD per a la distribució de fotos i imatges, sobretot de manera comercial, encara que potser, el segon ús més estès del UMD sigui emmagatzemar video. El format de video està codificat en format H.264/*MPEG-4 AVC amb un format d'àudio ATRAC3 plus. L'expansió del UMD en format vídeo pot ser deguda en part a l'última moda predominant en el Regne Unit, on una de les seves cadenes de televisió més prestigioses, la BBC, ha comercialitzat algunes de les seves sèries en aquest format, com per exemple The Office, Doctor Who i Little Britain.
Una dada a destacar sobre aquest format, és que els UMDs verges no es van comercialitzar per a evitar en part la pirateria. Encara que el 2005 va haver una discussió sobre si Sony obriria el format UMD en pel·lícules i música, la mateixa companyia va confirmar que la seva intenció és mantenir tancades les especificacions del format UMD, probablement per a evitar la competència i beneficiar-se així de les llicències.
Al juliol de 2006, Sony va anunciar que crearia un nou sistema per a les pel·lícules de vídeo.

## UMD Vídeo
En els inicis del UMD, a Amèrica estaven disponibles al mercat algunes pel·lícules en format UMD i Sony esperava que aviat moltes companyies estiguessin interessades a llançar vídeos en aquest format. Les companyies cinematogràfiques que van llançar pel·lícules en UMD són: Disney, Warner Bros Pictures, Twentieth Century Fox, Lions Gate Entertainment, Sony Pictures, New Line Cinema, Paramount Pictures, DreamWorks Pictures, i Anchor Bay Entertainment. Companyies d'Anime com Bandai, Geneon, FUNimation, i Viz Mitja també van planejar llançar sèries en UMD. No obstant això, aquest tipus de suport no gaudeix de molt suport actualment. De fet, la mateixa productora de Sony, Sony Pictures (Columbia Tristar) ha començat a considerar com menor el mercat del UMD, deixant-lo a un costat donades les pèrdues que suposava. Actualment, només Sony edita pel·lícules en aquest format.
La codificació de la regió s'ha aplicat a les pel·lícules de UMD com en el DVD, però no en els jocs. Amèrica del Nord cau sota regió 1; Japó i Europa comparteixen la regió 2; Taiwan, Corea, Les Filipines, Indonèsia, i Hong Kong es troben en la regió 3; i Austràlia, Nova Zelanda, Illes del Pacífic i Llatinoamèrica (excepte Mèxic) en la regió 4.

## Firmware i desenvolupaments no oficials
El format UMD no va trigar a patir un crack informàtic gràcies a pràctiques d'enginyeria inversa que van permetre accedir al seu contingut. Això permetria la realització de còpies de seguretat de jocs i pel·lícules. Cada disc utilitza un sistema de fitxers que segueix el format estàndard ISO 9660, de manera que els arxius poden ser gravats i llegits en un CD o un DVD normal.
A més, els jocs desenvolupats amb posterioritat forçaven que es realitzés aquesta actualització perquè funcionessin. A pesar d'això, moltes aplicacions per al pegat 1.50 recreaven un *firmware més modern que aquest i així evitaven aquesta actualització.
Grups de hackers com PSP-DEV i WAB van desenvolupar llançadors que permetien executar la imatge ISO d'un joc des de la memòria flash de la consola (Memory Stick) sense necessitat d'un disc UMD. Un dels primers jocs que podia ser llançat des de la memòria flash va ser Lumines. Al principi, el joc es podia carregar des de la consola amb un firmware versió 1.50 dels Estats Units, però sense so. Les imatges ISOs ronden una mida des dels 5 MB fins als 1.6 GB, sent l'habitual entre 200 i 700 MB.

## Futur del suport
El fet que Sony no alliberés la patent del suport UMD va fer que el seu ús es restringís únicament a la consola portatil PSP. Fins i tot quan el suport ho permetia, no es van incloure lectors per al mateix en cap altre tipus d'aparell (reproductors de video, equips d'àudio, ordinadors, etc.) pel que fa a la difusió ha estat molt limitada.
A l'octubre de 2009 està previst el llançament de la nova PSP Go que elimina el suport físic UMD i ho substitueix per una memòria interna de 16 GB. Per això és d'esperar que el suport UMD vagi desapareixent progressivament.